# Quamtana kitahurira
Quamtana kitahurira är en spindelart som beskrevs av Huber 2003. Quamtana kitahurira ingår i släktet Quamtana och familjen dallerspindlar.
Artens utbredningsområde är Uganda. Inga underarter finns listade i Catalogue of Life.